# AB3 (sittvagn)
AB3 är en svensk personvagn (sittvagn) av 1960-talstyp med 1:a och 2:a klass. Byggd av AB Svenska Järnvägsverkstäderna (ASJ) mellan åren 1961 och 1964. Den byggdes åt SJ som använde dem i sina persontåg. Under 2004 började SJ att slopa sina sextiotalsvagnar och de sista AB3 togs ur trafik 2006. Tre stycken finns emellertid kvar i trafik hos privata aktörer. En variant på vagnen är AB3K som byggdes anpassad för trafik till Danmark. Dessa är försedda med öglor för de tidigare tågfärjorna som innan Öresundsförbindelsen var byggd trafikerade mellan Sverige och Danmark. Även elsystemet i dessa vagnar är anpassat för trafik i Danmark. Idag går även dessa vagnar inrikes inom Sverige då modernare fordon ersatt för trafiken till och från Danmark över Öresundsförbindelsen.

## Historia
AB3-vagnarna tillverkades 1961–1964 av Aktiebolaget Svenska Järnvägsverkstäderna för dåvarande Statens Järnvägar. Under 1990-talet moderniserades vagnarna och några ändrades till rena andraklassvagnar med littera B13. 
Vid uppdelningen av Statens Järnvägar 2001 hamnade merparten hos SJ AB, f.d. SJ Resor, två hamnade dock hos Affärsverket Statens Järnvägar. Under 2004 började SJ på allvar att slopa sina sextiotalsvagnar och de sista AB3 togs ur reguljär trafik 2006. En av vagnarna såldes till Tågåkeriet i Bergslagen (TÅGAB) som använder dem i sin trafik Göteborg-Falun och de två som ägdes av Affärsverket Statens Järnvägar kom att försäljas till Veolia Transport (nuvarande Snälltåget) som använder dem på sträckan Stockholm-Malmö.